# Aureliapluimbroekje
Het Aureliapluimbroekje (Haplophaedia aureliae) is een vogel uit de familie Trochilidae (kolibries). De soort heeft een groot verspreidingsgebied dat zich uitstrekt over de landen Panama, Colombia en Ecuador. De IUCN beoordeelt de populatie als niet bedreigd.

## Kenmerken
Het aureliapluimbroekje bereikt een lichaamslengte van ca. 9,1 cm, waarbij de rechte snavel ca. 2 cm lang is. De boven- en onderkant van het mannetje is overwegend groen, de kop is kopergroen, de romp is licht koperbrons. De onderzijde oogt wat doffer qua kleur, gaat over in grijs en wordt aan de achterzijde vuil grijswit. De vogels hebben bleekgele tot witte plukjes veren op hun poten, maar deze zijn in het wild nauwelijks te zien. De licht gevorkte staart is blauwzwart. De vrouwtjes lijken erg op elkaar en lijken over het algemeen wat doffer. De onderkant heeft meer grijstinten. De plukjes aan de poten zijn witter, zodat ze iets meer opvallen dan bij de mannetjes. Beide geslachten hebben een witte punt achter het oog.

## Gedrag
Meestal verzamelen de vogels zich alleen op een kleine groep bloemen of op de bladeren van planten van de lagere lagen. Ook in de hogere lagen van het bos komen ze zelden buiten. In tegenstelling tot de pluimbroekjes van het geslacht Eriocnemis, klampen ze zich nauwelijks vast aan bloemen en houden ze hun vleugels niet als een V in de lucht als ze landen. Ze zijn ook niet zo actief en strijdlustig als de Eriocnemis-soort. Vaak halen ze de nectar van bloeiende struiken en kleinere bomen, evenals de bloeiwijzen van bromelia's.

## Verspreidingsgebied
Aureliapluimbroekjes komen relatief vaak voor in vochtige tot natte bossen en aan hun randen, minder vaak op open plekken met struiken. In Colombia komen ze voor op hoogtes tussen 1500 en 3100 meter, seizoensgebonden in de westelijke valleien ook tot 900 meter. Hier zijn ze ook te vinden op alle drie de Andes-bergketens. In Panama komen ze uitsluitend voor in de vochtige bossen en heuvels in het oosten van de provincie Darién op Cerro Pirre, Cerro Quía en Cerro Tacarcuna op hoogtes tussen 510 en 1500 meter, maar meestal meer dan 900 meter. In Ecuador komen ze het meest voor in de bergbossen van de subtropische zone op de oostelijke hellingen van de Andes ten zuiden van de provincie Zamora Chinchipe. Je kunt ze hier met name observeren in de Cordillera del Cóndor in het Chinapinza-gebied en langs de Ecuador 45 van Loja tot Zamora. In Ecuador zijn ze aanwezig op hoogtes tussen 1300 en 2100 meter.

## Voortplanting
In de westelijke Andes bij Cali werden ze van december tot maart in broedstemming waargenomen. Daar werden in maart en september nesten gevonden. Hun nest is een 2 tot 2,6 cm dikke bol mos die ze aan de bosrand onder de varens bevestigen. In de Departamento del Huila werden ze in november geobserveerd bij het bouwen van hun nesten. In de centrale en westelijke Andes van Colombia zijn ze tussen mei en juli in broedstemming.

## Ondersoorten
Er zijn zes ondersoorten bekend:
* Haplophaedia aureliae floccus (Nelson, 1912) - Deze ondersoort komt voor in het oosten van Panama en het noordwesten van Colombia. In vergelijking met de nominaatvorm is de onderkant groener met grijze randen op de veren en een witte cloaca. De plukjes op de poten zijn bleekroze tot geelbruin.
* Haplophaedia aureliae galindoi Wetmore, 1967 - Deze ondersoort komt voor in het oosten van Panama bij Cerro Pirre. De boven- en onderkant zijn donkergroen gekleurd dan die van H.a. floccus het geval is. De bovenste staartdekveren zijn donkerder en dof roodachtig. De naden op de veren van de vrouwtjes zijn strakker en minder opvallend.
* Haplophaedia aureliae caucensis (Simon, 1911) - Deze ondersoort komt veel voor in het westen van Colombia. De donkergroene onderzijde is lichtblauw tot koperrood of goudkleurig, behalve aan de zijkanten van de hals. Alle veren, inclusief de keel, worden doorkruist door witte franjes.
* Haplophaedia aureliae aureliae (Bourcier & Mulsant, 1846) - De nominaatvorm komt voor in Midden- en Oost-Colombia.
* Haplophaedia aureliae russata (Gould, 1871) - Deze ondersoort komt veel voor in het noorden en midden van Ecuador. Over het algemeen ziet het hele verenkleed er roestbruin uit. De vleugels zijn paarsbruin. De staart is zwart. De plukjes aan de poten zijn aan de voorkant wit en aan de achterkant licht kaneel tot geelbruin.
* Haplophaedia aureliae cutucuensis Schuchmann, Weller & Heynen, 2000 - Deze ondersoort komt voor in het zuidoosten van Ecuador. De rug is duidelijk donkerder dan bij H.a. russata, H.a. caucensis of H.a. floccus. De onderzijde is bij beide geslachten grotendeels grijs geschubd. Het wit op de buik en cloaca is bij het mannetje bijna volledig afwezig.